# Cryptanthus pickelii
Cryptanthus pickelii är en gräsväxtart som beskrevs av Lyman Bradford Smith. Cryptanthus pickelii ingår i släktet Cryptanthus, och familjen Bromeliaceae. Inga underarter finns listade i Catalogue of Life.

## Bildgalleri

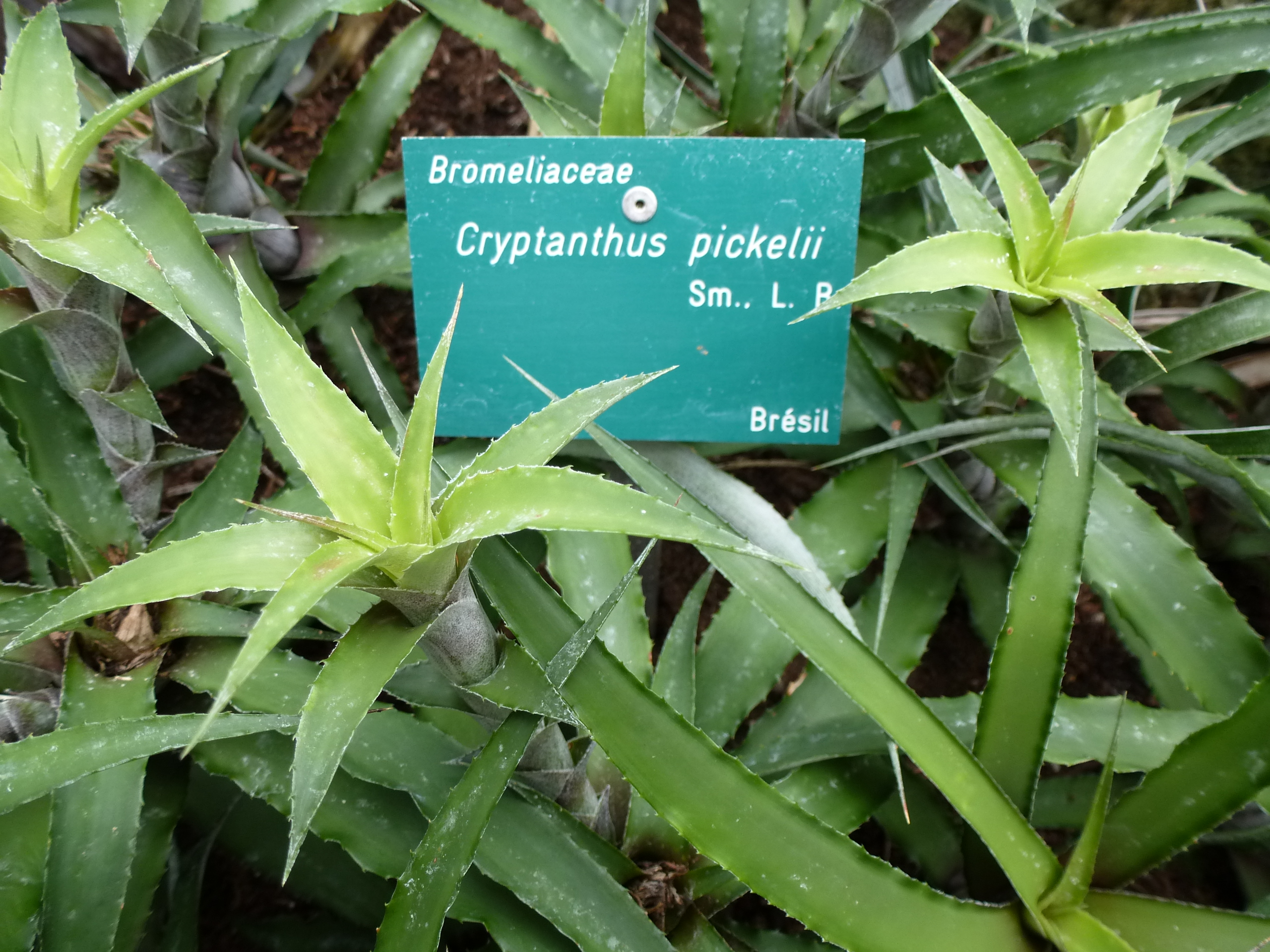